# Уруст
Уруст (швед. Orust) — остров в проливе Скагеррак, принадлежащий Швеции. Входит в состав коммуны Уруст лена Вестра-Гёталанд. Центральный город острова — Хенон. Уруст с площадью 345,6 км² является третьим по величине островом Швеции после Готланда и Эланда.
Соединен мостами как с материком так и с несколькими близлежащими островами, включая Чёрн.

## Ландшафт
Внутренние и восточные части острова представляют собой поросшие хвойным лесом плоскогорья и занятые под земледелие ложбины. К западу от долины, тянущейся от Хенона до Варечиля, возвышенности переходят в поросшие вереском пустоши, сменяющиеся у побережья кустарником и голыми скалами.

## История
После отступления ледника первобытные охотники из Северной Европы стали мигрировать вслед за оленями на Скандинавский полуостров. В то время Уруст практически полностью находился под водой. Около 11 тыс. лет назад, когда земля поднялась на столько, что высшие точки Уруста образовали небольшой архипелаг, сюда пришли первые люди. Их поселения, находившиеся тогда на берегу, сейчас лежат на высоте 40-50 м над уровнем моря.
Примерно 6 тыс. лет назад население Уруста начало заниматься примитивным земледелием.
Остров постепенно продолжал выступать из воды, и около 3800 лет тому назад береговая линия находилась всего на 15 м выше, нежели сейчас. От этого периода истории на Урусте сохранились наскальные рисунки, найденные в Сванесунде в 1989 г.
В железный век (ок. 2500 лет назад) остров принял практически современные очертания.
В X в. н.э. на Уруст пришло христианство, и здесь началось возведение церквей.

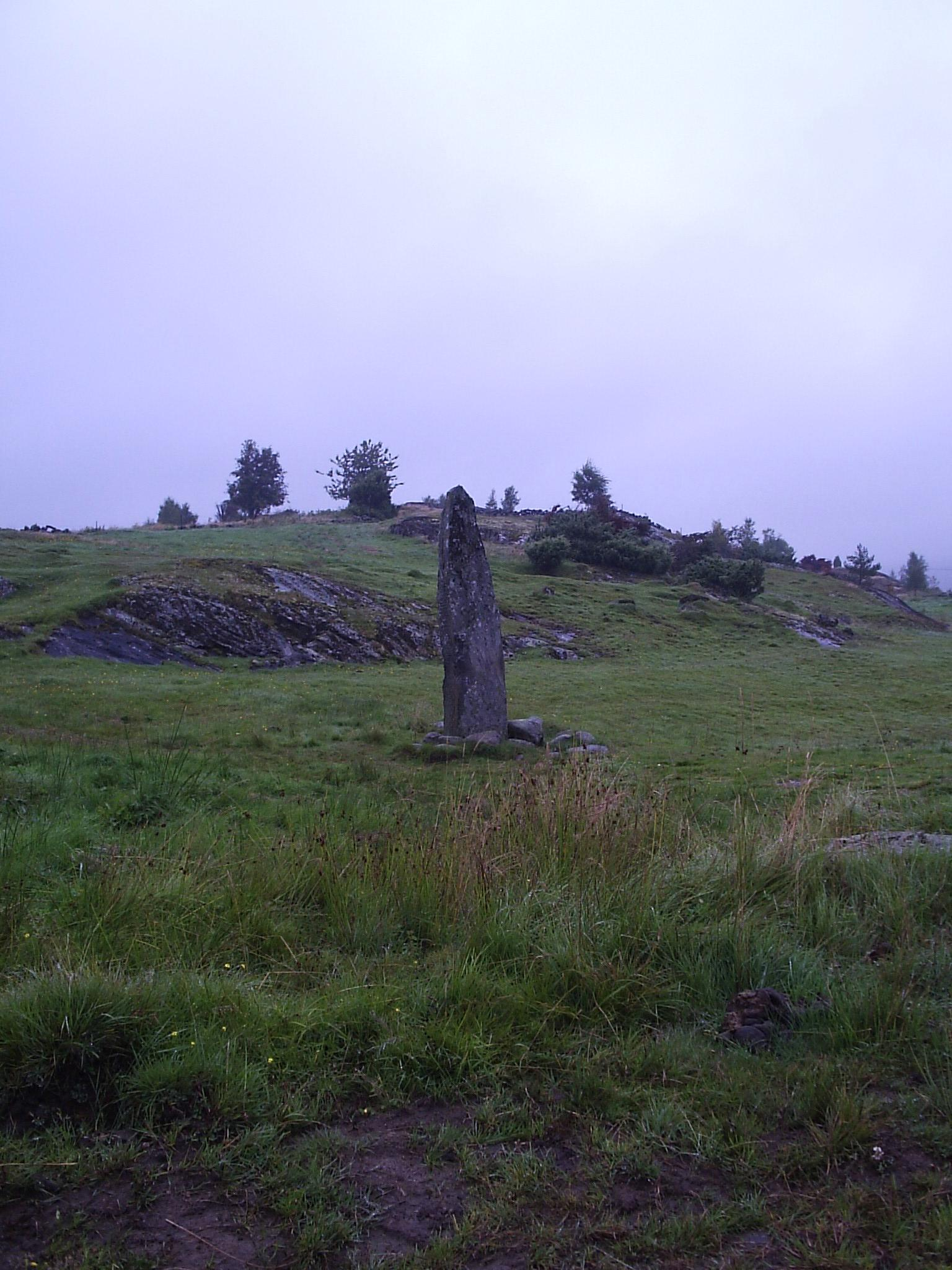
Рунический камень у Хуги

В средневековье политическая ситуация в Швеции, Норвегии и Дании была нестабильной. Уруст в это время входил в состав норвежской провинции Викен, которая, будучи приграничной, часто оказывалась ареной вооружённых конфликтов, вспыхивавших между Данией, Норвегией и Швецией.
После опустошительной эпидемии чумы, поразившей Европу в XIV в., остров смог оправиться лишь в XV в. Его население к концу столетия достигло примерно 2 тыс. человек. В 1397 г. Норвегия по Кальмарской унии вошла в состав объединённого королевства, в которое также входили Швеция и Дания. Уния принесла на Уруст продолжительный период мира и, как следствие, экономический подъём.
В XVI в. Норвегия фактически превратилась в вассальное Дании государство, утратив всяческие признаки независимости. Покинувшая унию Швеция время от времени пыталась захватить территорию Вика, южная часть которого теперь получила название Бохуслен. Католическая церковь, приобретшая к этому времени большое значение, имела на Урусте значительные владения. Многие усадьбы принадлежали Драгсмаркскому монастырю. Однако после Реформации монастырь был упразднён, а его имущество отошло в казну.
В XVII в. по Бохуслену прокатилось несколько датско-шведских войн, и в 1658 г. вместе со всей провинцией Уруст отошёл к Швеции. В то время шведское государство вело активную экспансионистскую политику. Это приводило к постоянной нехватке денежных средств, в связи с чем корона была вынуждена заложить Уруст богатому дворянину Перу Браге. Он получил право взимать налоги с населения, однако столь активно взялся за это, что в 1674 г. он был изгнан с острова.
В 1669 г. Уруст захлестнула волна охоты на ведьм, и в 1670-1672 гг. на острове были сожжены восемь «колдуний».
В 1675 г. разразилась очередная датско-шведская война. Большая часть территории современной коммуны Уруст была оккупирована датскими войсками. Ко времени окончания войны в 1679 г. каждый десятый двор на острове был заброшен. На острове, как и во всех принадлежавших Дании провинциях, началось целенаправленное насаждение шведских порядков.
Северная война (1700-1721) также не обошла остров стороной, однако военные действия велись по большей части на море, где действовал знаменитый норвежский адмирал Педер Турденшёльд.
В XVIII в. Уруст из-за бесконтрольной рубки леса практически обезлесел. В конце XIX в. остров вновь начали засаживать лесом, однако преобладавший когда-то хвойный лес теперь сменился на дубовый и буковый.
В 1862 г. в связи с коммунальной реформой Уруст был разделён на 10 коммун. Однако в ходе новой реформы, состоявшейся в 1952 г., они были укрупнены, образовав три новые территориально-административные единицы: коммуны Мурланда, Тегнебю и Мюклебю. Впрочем, уже в 1962 г. Тегнебю и Мюклебю были объединены в коммуну Эстра-Уруст. Преобразования завершило слияние в 1971 г. коммун Мурланда и Эстра-Уруст.

## Достопримечательности

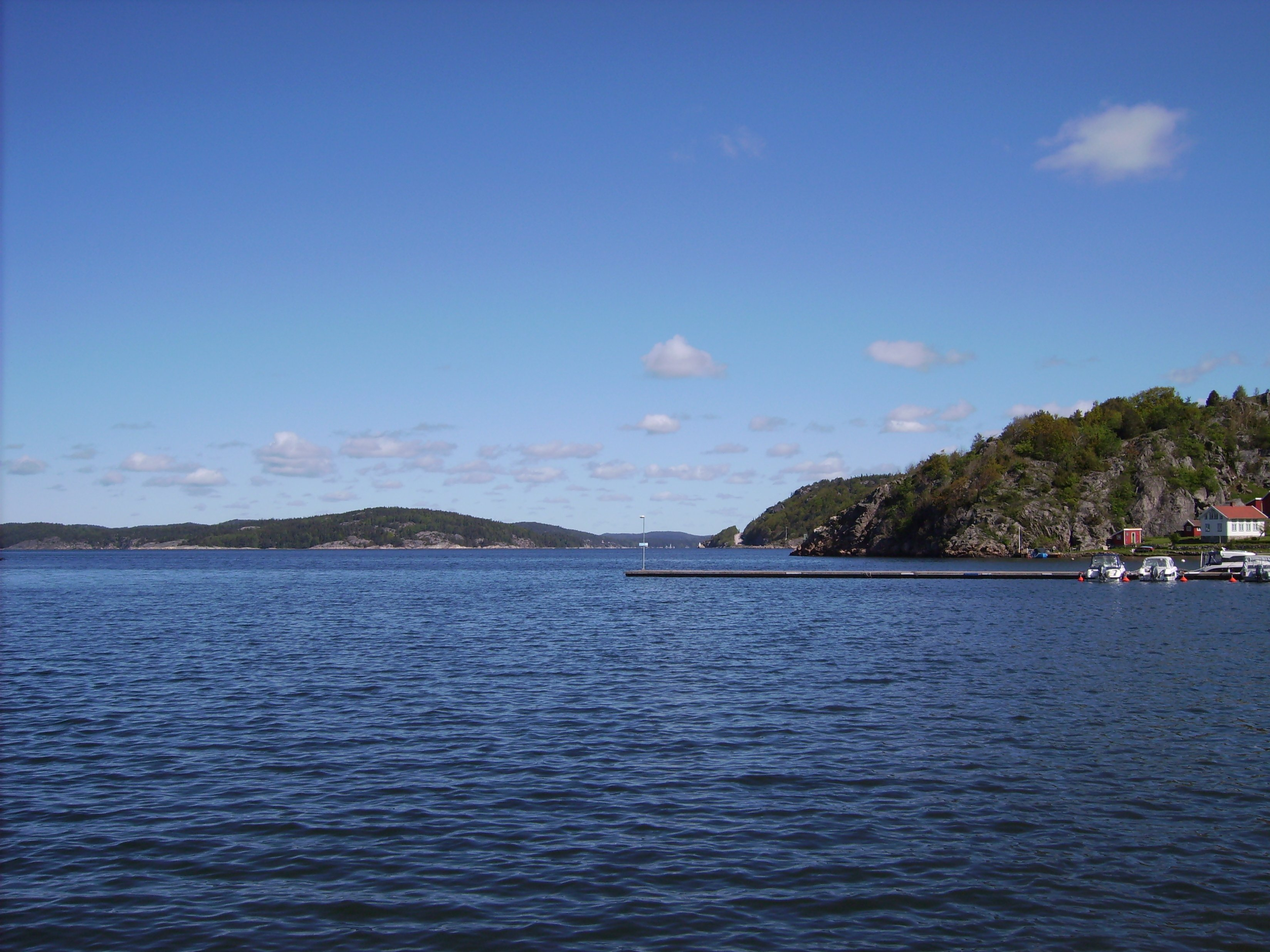
Гавань Хенона

На острове сохранился ряд памятников, относящихся к доисторическому периоду и к эпохе викингов, среди которых дольмен у Хаги, мегалитическая гробница в Лебю, рунический камень у Хуги, а также каменное кольцо короля Сверрира Сигурдссона возле Хеллетинга (ок. нач. XIII в.). В Морландской церкви находится старейший действующий орга́н Швеции (нач. XVII в.).

## Экономика
Значительную роль в экономике острова играют шлюпочные верфи, производящие прогулочные катера и т.д. Каждый второй катер, который экспортирует Швеция, построен на Урусте. На острове действуют около 2 тыс. предприятий, штат которых по большей части не превышает 1-10 человек. Довольно развит туристический бизнес.
Две крупнейшие шведские компании, занимающиеся переработкой рыбы, – «MP-produkter» и «Paul Mattsson AB» – также находятся на Урусте.